# Себечів
Себе́чів — село в Україні, в Шептицькому районі Львівської області. Населення становить 781 осіб.

## Історія
Після Другої світової війни село опинилося у складі Польщі. 6-15 липня 1947 року під час операції «Вісла» польська армія виселила із Себечева на щойно приєднані до Польщі північно-західні терени 249 українців. У селі залишилося 5 поляків. Ще 17 українців підлягали виселенню.
За радянсько-польським обміном територіями 15 лютого 1951 року село передане до УРСР, а частина польського населення переселена до Нижньо-Устріцького району, включеного до складу ПНР.

## Відомі люди
- Башук Петро — керівник Поліського лозового козацтва в часі радянсько-польської війни 1939 року.
- Ваврук Василь — майор-політвиховник Української повстанської армії, начальник VI політвиховного відділу Військового штабу Воєнної округи УПА «Буг».
- Богдан Климчак — відомий український політв'язень. Свого часу — останній радянський політичний бранець, який утримувався в таборах СРСР.
- Маркел Лаврівський (1856—1927) — український військовик, фельдмаршал-лейтенант австро-угорської армії; народився в сім'ї місцевого пароха о. Діонізія Лаврівського (1822—1881).